# 格林里奇鎮區 (密蘇里州佩蒂斯縣)
格林里奇鎮區（英語：Green Ridge Township）是位於美國密蘇里州佩蒂斯縣的一個行政鎮區。

## 地方資料
格林里奇鎮區的面積為131.81平方千米，當中陸地面積為131.18平方千米，而水域面積為0.63平方千米。根據2020年美國人口普查的數據，當地共有人口1075人，而人口密度為每平方千米8.16人。